# Еловое яблоко
«Еловое яблоко» — рисованный мультипликационный фильм, снятый режиссёром Борисом Тузановичем по одноимённой сказке Игоря Фарбаржевича. Шестой из серии мультфильмов о Маленьком Лисёнке.

## Сюжет
Ёжик, Лисёнок и Ворона обнаружили в лесу ель, на которой росло яблоко. После долгих споров о том, кому  должен достаться необычный плод, Ворона убедила друзей бросить его на землю, чтобы он покатился и привёл их в Страну Счастья. Яблоко остановилось на полянке, где выросли превосходные грибы. Ёжик воскликнул: «Смотрите, сколько тут грибов! Вот счастье-то! На всю зиму хватит! Засолю! Засушу! Всех угощу!». После этого яблоко покатилось дальше, и Ворона с Лисёнком отправились вслед за ним, оставив Ёжика на грибной поляне. Второй раз яблоко остановилось у дерева под гнездом Вороны. В гнезде никого не было, и Ворона стала волноваться, но воронята внезапно прилетели и закричали: «Мама! Мы научились летать!» Ворона заплакала: «Дети! Какое счастье!» На этот раз Лисёнок бросил яблоко и пошёл за ним один; по дороге началась гроза. Яблоко привело Лисёнка к двери родного дома, из которой вышел папа Лис. Лисёнок сказал: «Папа! Какое счастье, что мы дома!» В  итоге, оказалось, что счастье у каждого своё и оно было гораздо ближе, чем все думали.

## Создатели
| Автор сценария       | Игорь Фарбаржевич |
| Режиссёр             | Борис Тузанович |
| Художник-постановщик | Елена Караваева |
| Композитор           | Шандор Каллош |
| Оператор             | Эрнст Гаман |
| Звукооператор        | Нелли Кудрина |
| Художники-аниматоры: | Светлана Сичкарь, Владимир Спорыхин, Олег Сафронов, Семён Петецкий, Елена Сичкарь, А. Яброва, С. Щеголькова                                       |
| Роли озвучивали:     | Людмила Гнилова — Лисёнок Александр Лущик Павел Иванов                                                                                            |
| Художники:           | Нина Иванчева, Татьяна Великород, Александр Брежнев, Наталия Дмитриева, Нина Подлесных, Ирина Черенкова, Анатолий Цыбин, Е. Поцюс, Л. Подсыпанина |
| Ассистент режиссёра  | Светлана Алексашина |
| Монтажёр             | Л. Афанасьева |
| Редактор             | Г. Комарова |
| Директор             | Любовь Зарюта |

- Создатели приведены по титрам мультфильма.